# Piton Babet
Pour les articles homonymes, voir Babet.
Le piton Babet est un petit sommet côtier de l'île de La Réunion, région et département d'outre-mer français dans le sud-ouest de l'océan Indien. Il fait partie du massif du Piton de la Fournaise et se trouve sur la commune de Saint-Joseph.

## Toponymie
Autrefois appelé piton Saladin, le piton Babet a été rebaptisé durant la seconde moitié du XXe siècle en hommage à Raphaël Babet, homme politique qui fut notamment maire de la commune de 1947 à sa mort, survenue en 1957.

## Géographie
Le piton Babet fait partie du massif du Piton de la Fournaise ; il est situé sur le littoral sud de l'île, où il relève du territoire de la commune de Saint-Joseph.
Culminant à 111 mètres d'altitude, il surplombe le centre-ville de Saint-Joseph, bien que placé en aval de celui-ci sur la rive gauche de la rivière des Remparts, dont il est séparé par les ruines de l'usine sucrière dite du Piton, parmi lesquelles se dresse encore la cheminée Le Piton.
Au sud, la base du piton forme une grotte naturelle du nom de caverne des Hirondelles.

## Histoire
En 1960, à l'occasion du troisième anniversaire de cet événement, sa dépouille fut d'ailleurs déplacée et inhumée sur le sommet debout face à la mer, conformément à un souhait qu'il avait exprimé de son vivant à sa femme Rose[réf. nécessaire]. Le mausolée qui y a été construit en son honneur comporte un portrait en bas-relief réalisé par le sculpteur métropolitain Georges Guiraud, qui avait auparavant signé d'autres réalisations pour la commune, sous le mandat de Babet.